# De – das elektrohandwerk
de – das elektrohandwerk - ehemals de – Der Elektro- und Gebäudetechniker – ist eine Fachzeitschrift und erscheint 14-täglich im Hüthig Verlag, München. Sie wendet sich an selbstständige Elektrohandwerksunternehmer, Ingenieure und Planer in der Elektro- und Gebäudetechnik, Betriebselektriker, Elektrofachleute in der Industrie, Energieversorgung, im Bauwesen und im öffentlichen Dienst sowie Mitarbeiter aus dem Elektrohandel.
Seit 1971 ist die damals unter dem Titel de – der elektromeister + deutsches elektrohandwerk erschienene Zeitschrift auch offizielles Verbandsorgan des heutigen Zentralverbandes der Deutschen Elektro- und Informationstechnischen Handwerke (ZVEH).
Mit der Reihe de-Fachwissen hat die Hüthig GmbH ein neues Buchprogramm für Elektrohandwerker, Elektroplaner und Gebäudetechniker gestartet. Damit bietet der Verlag rund um de ein Komplettangebot für Elektro-Fachbetriebe.

## Geschichte
1925 erfolgte die Gründung der Zeitschrift Deutsches Elektrohandwerk – DEH als Organ des ZVEH und einiger Landesinnungsverbände mit der Erscheinungsweise monatlich im Verlag Dr. Alfred Hüthig Verlag, Heidelberg.
1948 kam es zur Gründung der Zeitschrift Der Elektromeister – EM als Mitteilungsblatt des LIV Bayern. Sie erschien ab Heft 9/48 mit dem Untertitel Fachzeitschrift für das Elektrohandwerk und war gleichzeitig Organ des Landesinnungsverbandes der Elektrohandwerke Bayern. Die Erscheinungsweise war 14-täglich im Richard Pflaum Verlag, München.
1971 kam es zur Fusion der beiden Zeitschriften zu de – der elektromeister + deutsches elektrohandwerk. Die Erscheinungsweise ist 14-täglich. Neuer Verlag ist Hüthig & Pflaum, München / Heidelberg, der Sitz der Redaktion ist München.
1979 erfolgte beim de die Einführung der Rubrik Praxisprobleme, in der von Fachleuten zunächst auf 2 Seiten Fachanfragen der Leser beantwortet wurden. Dieser Service wurde später auf 6 Seiten ausgeweitet. Heute umfasst er in jeder Ausgabe 10 Druckseiten.
1990 nach der Maueröffnung erfolgte eine Ausweitung des Vertriebsgebietes der Zeitschrift auf die neuen Bundesländer.
1998 kam es zur Gründung eines zweiten Redaktionsstandortes in Berlin und eine Internet-Präsenz wurde erstellt.
1999 wurde unter 600 Verbandszeitschriften de zur besten Verbandszeitschrift des Handwerks gekürt.
2001 hieß die Zeitschrift »de – Der Elektro- und Gebäudetechniker«. Im Jahr 2012 erfolgte die erneute Umbenennung der Zeitschrift in de – ELEKTROTECHNIK GEBÄUDETECHNIK INFORMATIONSTECHNIK. Gleichzeitig ging die Zeitschrift mit einem neuen Onlineportal »www.elektro.net« an den Start. Seit 2013 erscheint die Zeitschrift unter dem Namen »de – das elektrohandwerk«

## Marktsituation
Im Wesentlichen teilen sich die beiden Titel Elektropraktiker (Huss-Medien, Berlin) und de (Hüthig, München / Heidelberg) den deutschsprachigen Markt im Segment der Elektrofachkräfte. Dabei ist de das Organ des Zentralverbandes der Elektro- und Informationstechnischen Handwerke (ZVEH) und aller Landesinnungsverbände, während der Elektropraktiker verbandsfrei ist.
Weitere Titel im Markt sind
- b&a building & automation (VDE-Verlag, Berlin / Offenbach)
- GEBÄUDEDIGITAL (TeDo Verlag, Marburg)